# Glijspiegeling

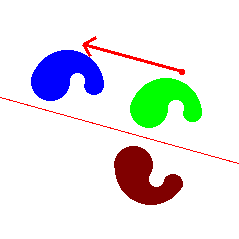
Glijspiegeling.

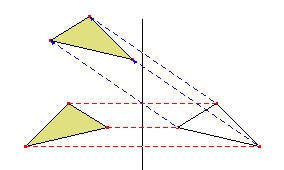
De combinatie van een willekeurige spiegeling en translatie is ook een glijspiegeling.

Een glijspiegeling is een indirecte isometrie in het euclidische vlak of de driedimensionale euclidische ruimte. De oriëntatie wordt dus verwisseld.

## Tweedimensionaal
Een glijspiegeling is een combinatie van een spiegeling en een translatie over een vector parallel aan de spiegellijn (inclusief de mogelijkheid van een triviale translatie). De volgorde van spiegeling en translatie kan worden verwisseld zonder effect op het resultaat.
Een bijzonder geval is de spiegeling (waarbij de translatie triviaal is, namelijk de identiteit). Een glijspiegeling die geen spiegeling is wordt wel een echte glijspiegeling genoemd. Een echte glijspiegeling heeft geen dekpunten. De echte glijspiegeling en de pure spiegeling zijn de twee soorten indirecte isometrieën in het euclidische vlake.
De glijspiegelingen vormen de verzameling E(2) \ SE(2). De combinatie van een spiegeling en een rotatie of translatie is  altijd een glijspiegeling.

## Driedimensionaal
Een glijspiegeling is een combinatie van een spiegeling en een translatie over een vector parallel aan het spiegelvlak (inclusief de mogelijkheid van een triviale translatie). De volgorde van spiegeling en translatie kan worden verwisseld zonder effect op het resultaat.
Een bijzonder geval is de spiegeling (waarbij de translatie triviaal is, namelijk de identiteit). Een glijspiegeling die geen spiegeling is wordt wel een echte glijspiegeling genoemd. Een echte glijspiegeling heeft geen dekpunten. De combinatie van een spiegeling en een rotatie of translatie is  altijd een glijspiegeling. De echte glijspiegeling, de echte draaispiegeling en de pure spiegeling zijn de drie soorten indirecte isometrieën in de driedimensionale ruimte.
In de driedimensionale ruimte speelt glijspiegeling een rol in de kristallografie.

## Hogere dimensies
Glijspiegeling kan ook in een algemene N-dimensionale ruimte, met N>3, worden gedefinieerd. Dan wordt gespiegeld in een N-1-dimensionale deelruimte, en getransleerd over een vector parallel met die deelruimte.